# Pilea cushiensis
Pilea cushiensis es una especie de planta del género Pilea, perteneciente a la familia Urticaceae.

## Taxonomía
Pilea cushiensis fue descrita por Ellsworth Paine Killip en 1937.

## Distribución
Se encuentra en el territorio de Perú.